# Warangal
Warangal (télougou : వరంగల్) aussi connue sous le nom de Orugallu et Ekasila Nagaram, est une ville du Telangana, en Inde. Elle est située à 145 km au nord est de la capitale Hyderabad et est le quartier administratif du district de Warangal.

## Géographie
La ville de Warangal se trouve dans la moitié orientale du plateau du Deccan, massif granitique à relief de collines, ponctué de quelques lacs (notamment les lacs de Bhadrakali et de Waddepally). Les collines de Padmakshi et de Govinda Rajula Gutta sont surmontées d'un temple,. L'absence de cours d'eau rend l'agriculture dépendante des précipitations saisonnières, cependant que l'alimentation en eau potable des citadins est assurée par le canal des Kakatiya, alimenté par la retenue artificielle de Sriram sagar,.
Issue de la fusion de 3 villes, la ville comptait 530 636 habitants en 2001 et son agglomération 579 216 habitants.

### Climat
Situé dans la région semi-aride de Télangana, Warangal a un climat principalement chaud et sec.
Les étés commencent en mars, et le mois de mai est le plus chaud, avec des températures moyennes de 42,2 °C. La mousson arrive en juin et dure jusqu'en septembre avec environ 550 mm de précipitations. Un hiver sec et doux commence en novembre et dure jusqu'en février, avec des températures moyennes autour des 22 à 23 °C.

## Histoire
Warangal était la capitale des rois de la dynastie des Kâkâtiya (du XIIe au XIVe siècle). Ces monarques ont laissé de nombreux monuments, dont la forteresse de la ville, les quatre portes massives en pierre taillée, le temple Swayambhu dédié à Shiva, et le temple Ramappa situé au bord du lac Ramappa. Le prestige culturel et politique des Kâkâtiya est mentionné par Marco Polo. Après que Prataparoudra, dernier roi Kâkâtiya, eut été défait par Ulugh Khan, les Musunuri Nayaks rassemblèrent une coalition de 72 tribus Nayak, reprirent Warangal au sultanat de Delhi et régnèrent sur la région pendant une cinquantaine d'années.
L’empereur moghol Aurangzeb conquit Golconde en 1687, et régna sur le pays jusqu'à ce qu'en 1724, les provinces méridionales de l’empire se soulèvent et forment l'état Nizâm de Hyderâbâd, qui recouvrait alors la région de Telangana et des portions du Maharashtra et du Karnataka. Hyderabad fut rattaché à l'Inde en 1948, et forma un État indien. En 1956, l'Etat de Hyderabad fut partitionné dans le cadre des réorganisations des États indiens : le Telangana, région d'expression télougou où se trouve Warangal, a été rattaché à l'Andhra Pradesh.

## Galerie

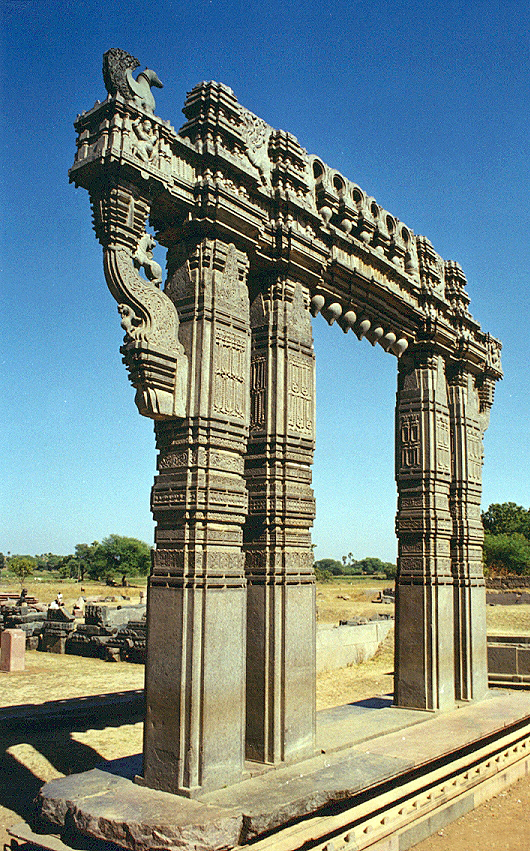
Unb des toranas Kirti de la dynastie Kâkâtiya
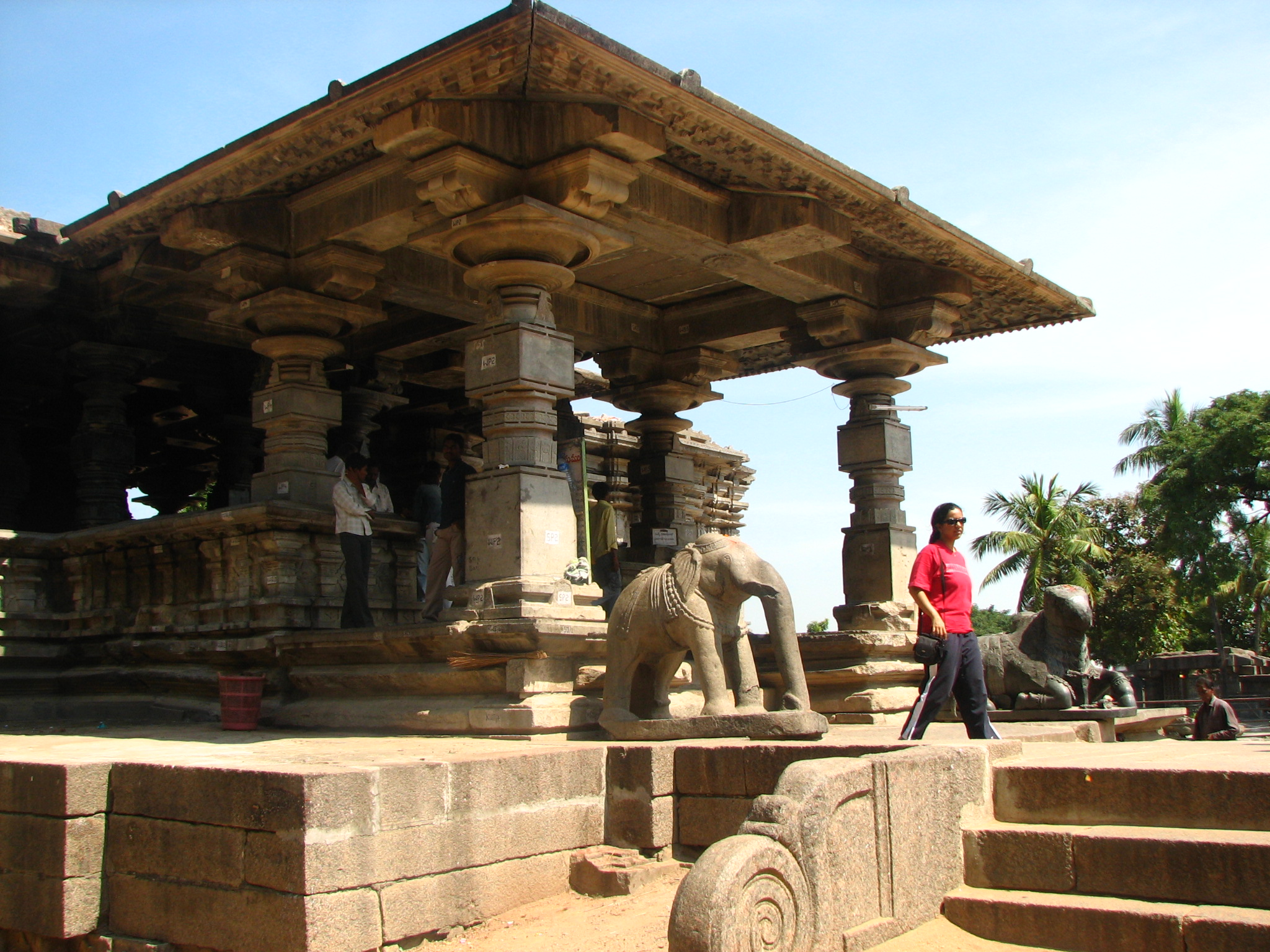
Temple aux mille piliers